# Brighter Than Creation's Dark
Brighter Than Creation's Dark è il settimo album in studio del gruppo musicale statunitense Drive-By Truckers, pubblicato nel 2008.

## Tracce
1. Two Daughters and a Beautiful Wife – 3:05 (Hood)
2. 3 Dimes Down – 3:19 (Cooley)
3. The Righteous Path – 4:13 (Hood)
4. I'm Sorry Huston – 3:11 (Tucker)
5. Perfect Timing – 2:58 (Cooley)
6. Daddy Needs a Drink – 3:48 (Hood)
7. Self Destructive Zones – 4:12 (Cooley)
8. Bob – 2:15 (Cooley)
9. Home Field Advantage – 5:01 (Tucker)
10. The Opening Act – 6:48 (Hood)
11. Lisa's Birthday – 3:19 (Cooley)
12. That Man I Shot – 6:03 (Hood)
13. The Purgatory Line – 3:48 (Tucker)
14. The Home Front – 3:18 (Hood)
15. Checkout Time in Vegas – 2:41 (Cooley)
16. You and Your Crystal Meth – 2:19 (Hood)
17. Goode's Field Road – 5:28 (Hood)
18. A Ghost to Most – 4:41 (Cooley)
19. The Monument Valley – 4:33 (Hood)

## Formazione
- Mike Cooley – chitarra, voce
- Patterson Hood – chitarra, voce
- John Neff – pedal steel guitar
- Brad Morgan – batteria
- Shonna Tucker – basso, voce
- Spooner Oldham – piano, organo, Wurlitzer